# Nāḩiyat Ḩadīdah
Nāḩiyat Ḩadīdah (arabiska: ناحية حديدة, ناحية الوعرة) är ett subdistrikt i Syrien.   Det ligger i provinsen Homs, i den västra delen av landet, 130 km norr om huvudstaden Damaskus.
Trakten runt Nāḩiyat Ḩadīdah består till största delen av jordbruksmark. Runt Nāḩiyat Ḩadīdah är det glesbefolkat, med 20 invånare per kvadratkilometer.